# Marienstein (Waakirchen)
Marienstein ist ein Gemeindeteil der Gemeinde Waakirchen im Westen des oberbayerischen Landkreises Miesbach. 

## Geographie
Durch Marienstein verläuft der Festenbach.

## Geschichte

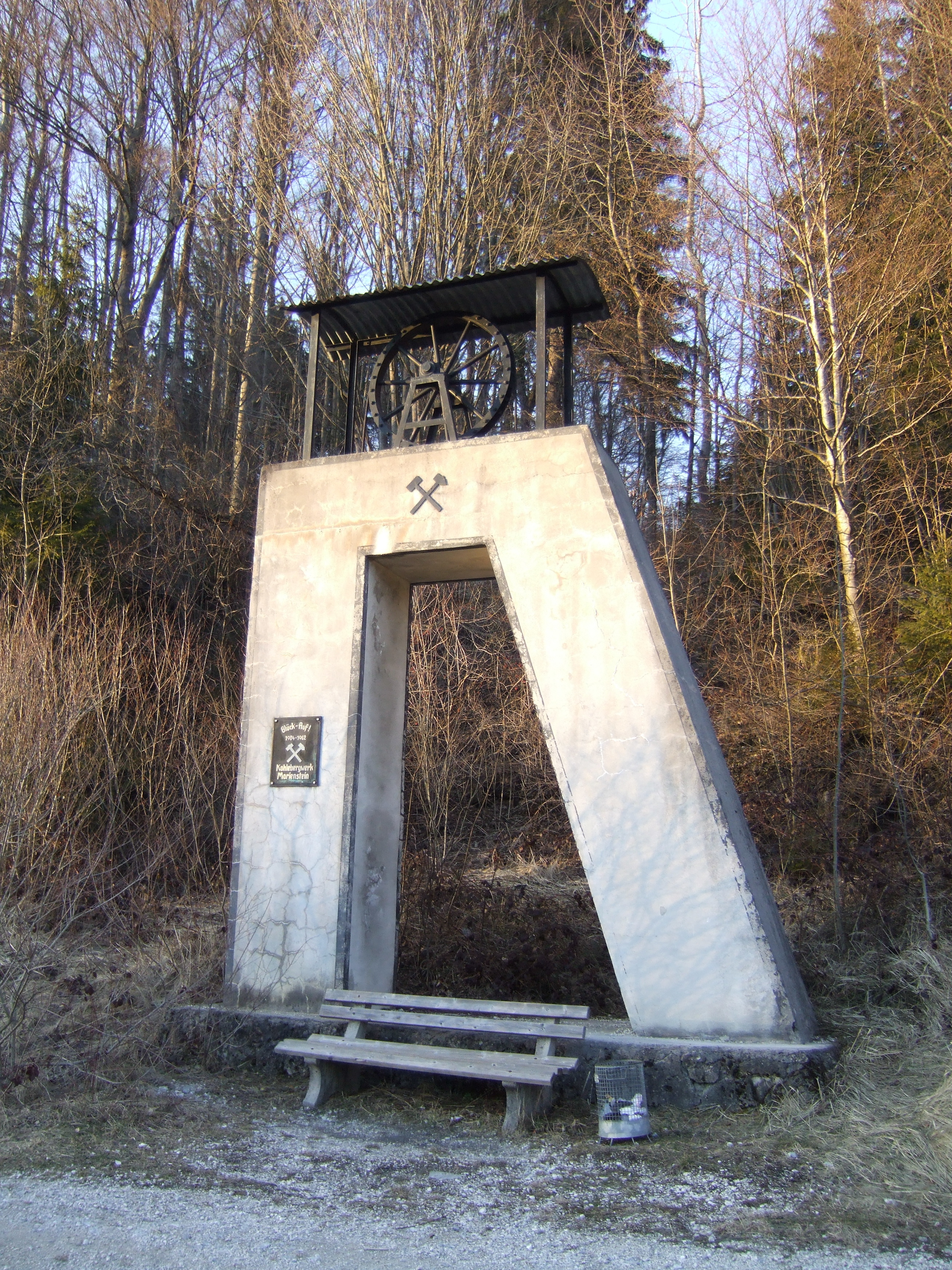
Das Kohlebergbau-Denkmal Marienstein

1850/51 errichtete der Besitzer des Gutes Oberkammerloh, Paul Deuringer,  zwei Zementöfen und eine Mühlenanlage. Die Steine für seine Zementfabrik wurden im Steinbruch Holzwiesenthal gewonnen. Später verlegte er seine Tätigkeit dorthin und benannte ihn nach seiner Enkelin Maria Marienstein. Der Abbau des Zement-Mergels erfolgte in Gängen, die auf eine Pechkohlen-Schicht stießen. 1852 erhielt Deuringer vom königlichen Bergamt München das Gewinnungsrecht für Kohle. Er baute das Bergwerk Marienstein aus und errichtete dazu ein Zementwerk. Das Bergwerk bestand bis 1962, als die letzte Schicht gefahren wurde. Nach der Schließung des Zementwerks im Jahre 1998 bemühte sich die Gemeinde um Industrieansiedlungen. 
Der heutige Gemeindeteil entstand aus Werkswohnungen und Verwaltungsgebäuden des Bergwerks und des Zementwerks. 

## Baudenkmäler

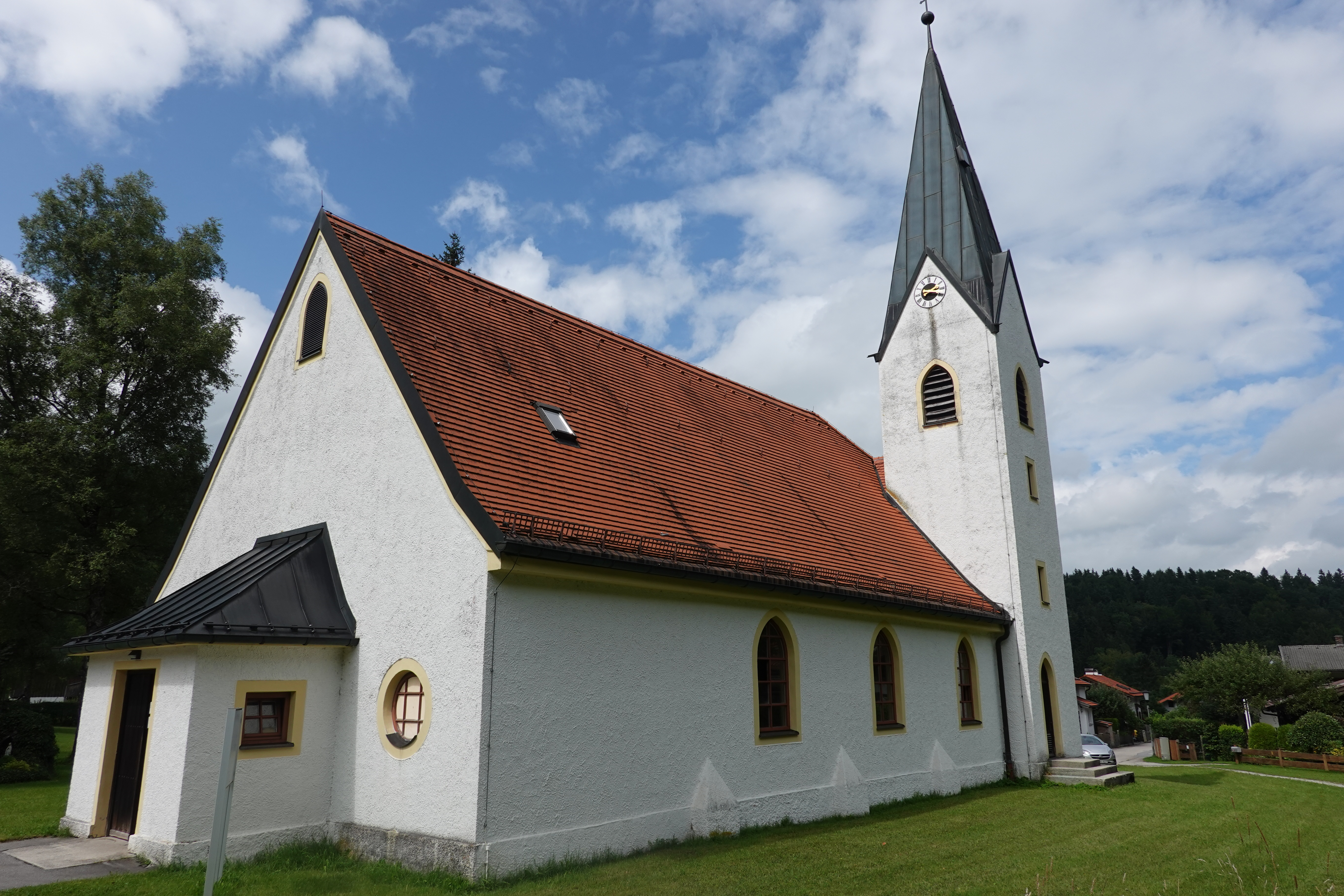
Katholische Filialkirche Mariä Himmelfahrt (2021)

In der Liste der Baudenkmäler in Waakirchen ist für Marienstein die im Jahr 1927 erbaute katholische Filialkirche Mariä Himmelfahrt, ein schlichter Saalbau mit eingezogenem Chor und nordöstlichem Turm, als einziges Baudenkmal aufgeführt.